# Коваленко Петро Данилович
Петро Данилович Коваленко (15 грудня 1918, Педашка Перша — 16 червня 1993, Київ) — радянський військовик Герой Радянського Союзу, в роки німецько-радянської війни командир відділення 90-ї гвардійської окремої роти зв'язку 62-ї гвардійської стрілецької дивізії 37-ї армії Степового фронту, гвардії сержант.

## Біографія
Народився 15 грудня 1918 року в селі Педашка Перша Зачепилівського району Харківської області в селянській родині. Українець. Член КПРС з 1943 року. Закінчив сім класів неповної середньої школи. Працював у колгоспі.
У 1938 році призваний до лав Червоної Армії. Брав участь у боях на річці Халхин-Гол у 1939 році. Після демобілізації в 1939 році, закінчив Коломацьку зоошколу (Харківська область). Працював зоотехніком у рідному селі. Вдруге призваний у вересні 1941 року. У боях німецько-радянської війни з липня 1942 року. Воював на Степовому фронті.
28 вересня 1943 року гвардії сержант П. Д. Коваленко під вогнем противника з передовим загоном переправився через Дніпро біля села Мишурин Ріг Верхньодніпровського району Дніпропетровської області, проклав кабельну лінію і встановив зв'язок з командним пунктом 184-го гвардійського стрілецького полку. Неодноразово усував пошкодження на лінії, забезпечуючи зв'язок командира дивізії з частинами, які утримували плацдарм на правому березі Дніпра.
Указом Президії Верховної Ради СРСР від 22 лютого 1944 року за зразкове виконання бойових завдань командування і проявлені при цьому мужність і героїзм гвардії сержантові Петру Даниловичу Коваленко присвоєно звання Героя Радянського Союзу з врученням ордена Леніна і медалі «Золота Зірка» (№ 2713).

Могила Петра Коваленка

У жовтні 1945 року П. Д. Коваленко демобілізувався. Працював зоотехніком в Зачепилівському райземвідділу. З 1949 року жив у Києві. Працював заступником керуючого українському відділенням «Союзрибпромкадри», в Київському міськвиконкомі, потім у БМУ-13. Помер 16 червня 1993 року. Похований у Києві на Міському кладовищі «Берківці».
Нагороджений орденом Леніна, орденом Вітчизняної війни 1-го ступеня, медалями.